# Stachelbärte

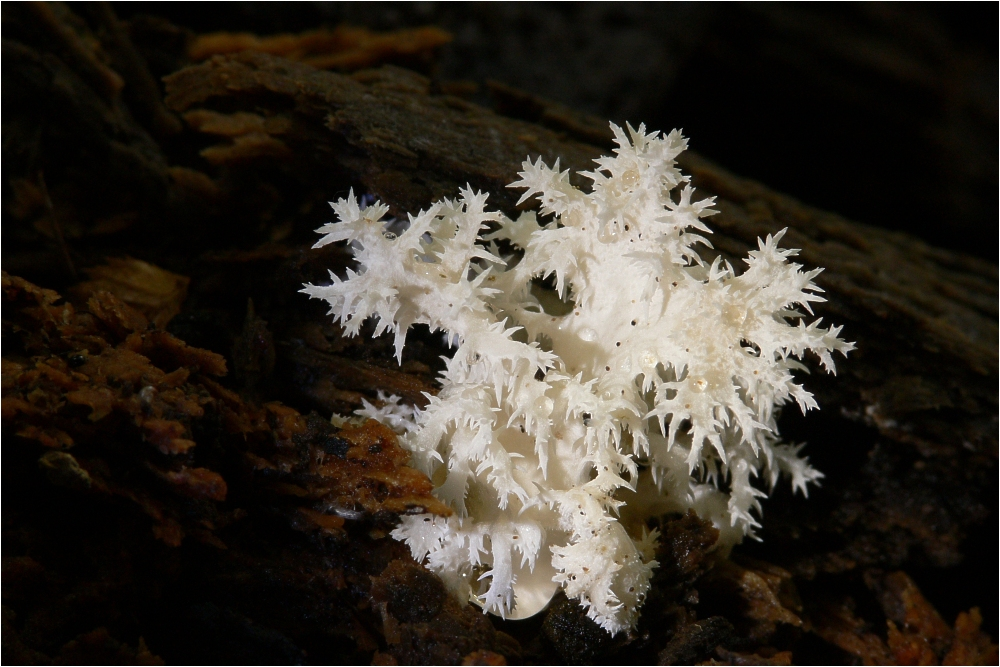
Ästiger Stachelbart (Hericium coralloides)

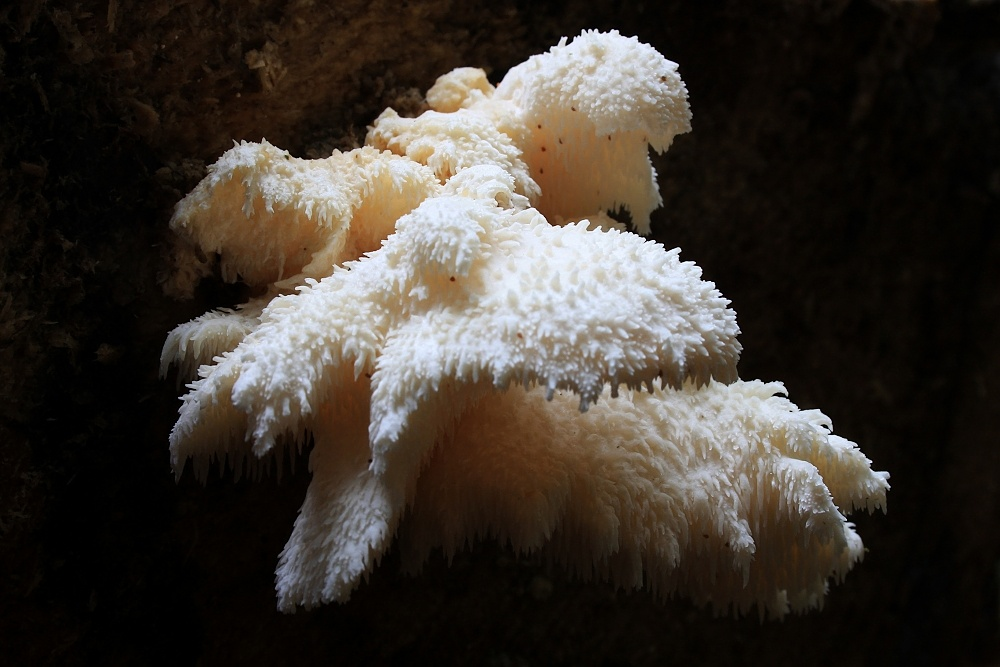
Dorniger Stachelbart (Hericium cirrhatum)

Die Stachelbärte (Hericium) sind eine kleine Pilzgattung aus der Ordnung der Täublingsartigen. Ihr gemeinsames Merkmal sind frei herabhängende Stacheln, die von dem Hymenium überzogen sind. Der wissenschaftliche Name ist abgeleitet von lateinisch (h)ericius: Igel.

## Merkmale
Die Fruchtkörper sind korallenähnlich verzweigt oder besitzen lang herabhängende Stacheln. Das amyloide Trama ist fleischig bis zäh.
Die Sporen sind hyalin und ebenfalls amyloid. Sie sind kugelig bis ellipsoid geformt und besitzen eine glatte bis feinwarzige Oberfläche. Die Hyphen sind hyalin und besitzen Schnallen, teilweise auch Öltropfen.

## Arten
In Europa kommen folgende Arten vor:
- Dorniger Stachelbart (Hericium cirrhatum)
- Ästiger Stachelbart (Hericium coralloides)
- Igel-Stachelbart (Hericium erinaceus)
- Tannen-Stachelbart (Hericium flagellum)

Die Abgrenzung der Arten und die Zuordnung von Artnamen innerhalb der Gattung sind problematisch. Die Arten sind mikroskopisch meist nicht unterscheidbar, so dass die Artabgrenzung auf makroskopischen Merkmalen des Fruchtkörpers basiert. In den vergangenen Jahren wurden eine Reihe von traditionellen Arten nach genetischen Merkmalen aufgesplittet und neue Arten beschrieben. 
Die Erstbeschreibungen der Arten aus dem 18. Jahrhundert sind vage und wurden von unterschiedlichen Autoren unterschiedlich interpretiert. Typusmaterial ist meist verloren. Der niederländische Mykologe Rudolf Arnold Maas Geesteranus unterschied 1959, älteren vor allem amerikanischen Autoren folgend, die Arten Hericium coralloides und Hericium ramosum. Andere Autoren, insbesondere der Schwede Nils Hallenberg, folgte der Interpretation seines Landsmanns Elias Magnus Fries und nannte die Arten Hericium alpestre und Hericium coralloides. Dabei ist die Bedeutung des Namens Hericium coralloides (der Typusart der Gattung) gerade vertauscht: Der Hericium coralloides im Sinne von Maas Gesteranus entspricht dem Hericium alpestre im Sinne von Fries und Hallenberg. Diese Art wird von den meisten Autoren heute Hericium flagellum genannt und wächst vor allem auf Tannenholz. Die Autoren, die Maas Gesteranus folgen, nennen die andere, vor allem auf Buchenholz wachsende Art (einer weiteren Arbeit von Maas Gesteranus 1971 folgend) meist Hericium clathroides. Für die Hallenberg folgenden Autoren ist Hericium clathroides aber ein Synonym von Hericium coralloides. Aufgrund dieses Wirrwarrs der Namensgebung ist daher, insbesondere in älteren Werken, genau zu kontrollieren, welchem Artkonzept der jeweilige Autor folgt.

## Ökologie und Bedeutung
Stachelbärte sind Xylobionten, also Holzbewohner, die als Wundparasiten an lebenden Bäumen oder an Totholz als Saprobiont wachsen.
Sie fruktifizieren sehr zerstreut bis selten vom Frühsommer bis in den Spätherbst.
In China gelten die Stachelbärte als gute Speisepilze. Dort und zunehmend auch in Europa gelten Arten der Gattung, insbesondere der Igel-Stachelbart, als Heilpilze. Aufgrund ihrer Seltenheit und da sie zur Zucht geeignet sind, sollten sie in freier Natur geschont werden. Aufgrund ihres typischen Habitus´ ist eine Verwechslung mit Giftpilzen wenig wahrscheinlich. 

## Gefährdung
Alle Arten der Stachelbärte kommen zerstreut bis selten vor. Diese Entwicklung wurde durch die Umstellung von Laub- und Laub-Nadel-Mischwäldern mit Beständen unterschiedlichen Alters zu Nadelgehölzen gleichen Alters hervorgerufen. Verstärkt wurde die Bedrohung ab Ende der 1970er-Jahre durch die mehrfache Verringerung der Umtriebszeiten alter Forste und Einzelbäumen. Vertreter der Gattung können heute fast ausschließlich nur noch in extensiv genutzten Landschaftsregionen, Naturschutzgebieten und Bannwäldern gefunden werden.